# Marciano José López y López
Svatý Marciano José López y López rodným jménem Filomeno (17. listopadu 1900, El Pedregal – 9. října 1934, Turón) byl španělský římskokatolický řeholník Kongregace školských bratří a mučedník.

## Život
Narodil se 5. listopadu 1900 v El Pedregalu v rodině dělníků. Od mládí se naučil snášet únavu práce a odvážně čelit obtížím života. Když mu bylo sotva 12 let vstoupil do juniorátu Kongregace školských bratří v Bujedu. Předčasně se musel vrátit domu kvůli začínající hluchotě. Po nějaké době trval na přijetí zpět do institutu, jeho žádost byla vyslyšena. Své první sliby složil 9. července 1919 a doživotní sliby 9. července 1925.
Roku 1934 odešel z Mieres do Turonu, kde nahradil svého spolubratra, který měl strach kvůli sociálnímu a politickému napětí.
Během léta 1934 se s ostatními bratry kongregace patřící do Severní části Španělska zúčastnil ústupu na Valladolid a to mu přineslo mučednictví. Dne 9. října 1934 byl se svými 8 spolubratry zavražděn.

## Úcta
Dne 5. října 1944 byl v diecézi Oviedo zahájen proces jeho svatořečení ve skupině dalších osmi turónských mučedníků.
Dne 7. září 1989 uznal papež sv. Jan Pavel II. jejich mučednictví. Blahořečeni byli 29. dubna 1990.
Dne 21. prosince 1998 uznal papež sv. Jan Pavel II. zázrak uzdravení na jejich přímluvu. Svatořečeni byli 21. listopadu 1999.